# 波尔特兰迪亚
波尔特兰迪亚是巴西戈亚斯州的一个市镇。总面积550.646平方公里，总人口4195人，人口密度7.6人/平方公里。